# Anomaloglossus tamacuarensis
Anomaloglossus tamacuarensis är en groddjursart som först beskrevs av Myers och Donnelly 1997.  Anomaloglossus tamacuarensis ingår i släktet Anomaloglossus och familjen Aromobatidae. IUCN kategoriserar arten globalt som otillräckligt studerad. Inga underarter finns listade i Catalogue of Life.